# Varennes-sur-Seine
Varennes-sur-Seine település Franciaországban, Seine-et-Marne megyében. Lakosainak száma 3724 fő (2022. január 1.). Varennes-sur-Seine Ville-Saint-Jacques, Cannes-Écluse, Esmans, La Grande-Paroisse, Montereau-Fault-Yonne és Noisy-Rudignon községekkel határos.

## Népesség
A település népessége az elmúlt években az alábbi módon változott:
| Lakosok száma | 3416 | 3429 | 3497 | 3469 | 3542 | 3601 | 3660 | 3688 | 3724 |
|               | 2013 | 2015 | 2016 | 2017 | 2018 | 2019 | 2020 | 2021 | 2022 |